# Огненные горы
Огненные или Пылающие горы (уйг. قىزىل تاغ‎, Янар-тағ, кит. упр. 火焰山, пиньинь huǒyànshān) — цепь пустынных эродированных холмов, вытянутая с запада на восток по северному краю пустыни Такла-Макан. Располагаются в центральной части Турфанской впадины к востоку от города Турфан. Горы являются одним из отрогов Тянь-Шаня, имеют длину 98 км и ширину 9 км, самая высокая точка имеет высоту 832 м над уровнем моря. Находятся на территории Синьцзян-Уйгурского автономного района Китая.
Огненные горы образовались около 50 млн лет назад и за долгие годы вулканической активности покрылись оврагами, образованными стекавшей лавой. Такой вид склонов в сочетании с красным цветом песчаника и поднимающимся над горами горячим воздухом в определённое время суток придают им вид пламени. Район Огненных гор является самой жаркой точкой Китая.

## Шёлковый путь

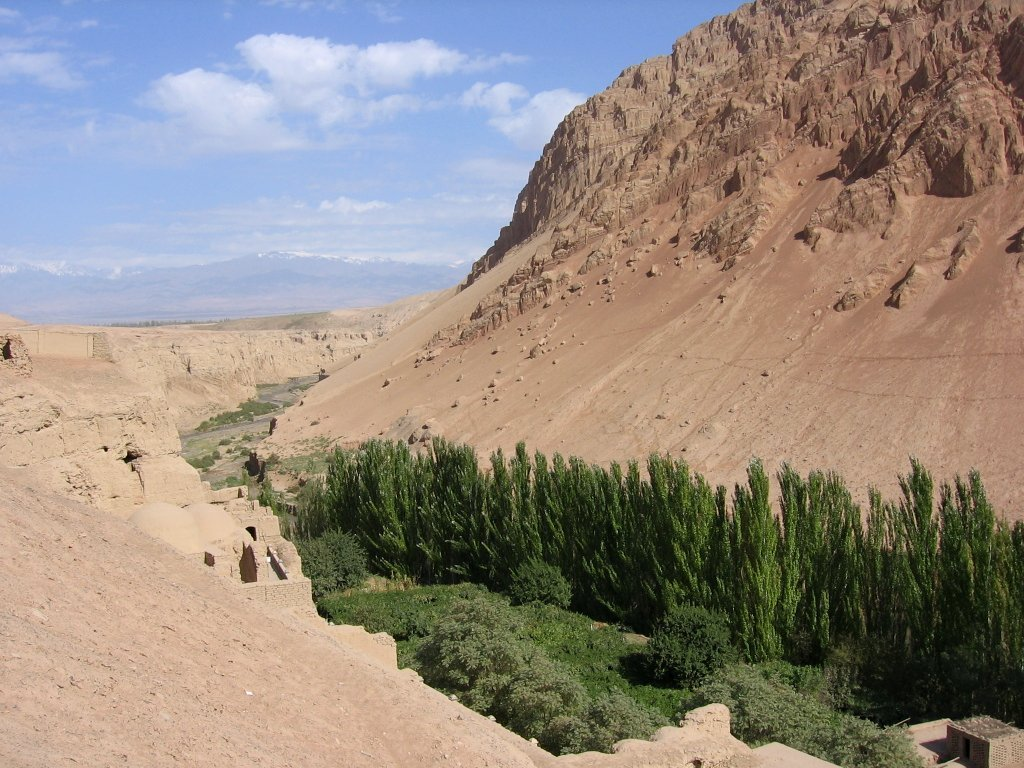
Безекликские пещеры тысячи будд, расположенные в долине Мутоу

Великий шёлковый путь был проложен в обход пустыни Такла-Макан по цепочке оазисов, в число которых входил город Гаочан, построенный у подножья Огненных гор. Буддистские проповедники часто сопровождали торговцев, и во времена процветания Шёлкового пути вдоль него были построены буддистские монастыри и храмы.
Безекликские пещеры тысячи будд были одним из таких мест. Комплекс из 77 пещер был создан в долине Мутоу возле города Гаочан.
На южном склоне Огненных гор в могиле женщины из Янхая, одетой для верховой езды, было найдено мягкое седло без стремян, изготовленное 2700 л. н. из нескольких сшитых вместе подушечек из воловьей кожи, набитых соломой вперемешку с оленьей и верблюжьей шерстью, что позволяло комфортнее сидеть на спине лошади, вероятно, облегчая многочасовые путешествия вслед за выпасаемым скотом или во время переезда с места на место. Всего в Янхае и соседнем Субэйси обнаружено лишь два седла, так что они могли быть предметами роскоши, изготовленными мастерами из других мест.

## Упоминания в литературе
Огненные горы упоминаются в известном китайском классическом романе XVI века «Путешествие на Запад», основанного на реальном паломничестве монаха Сюаньцзана в Индию. В романе есть эпизод, в котором обезьяний царь Сунь Укун, сопровождающий Сюаньцзана, трижды обращался к местной богине с просьбой дать им волшебный веер для преодоления полыхающих пламенем Огненных гор.

## Мифология
Согласно классической повести Путешествие на Запад, Король обезьян опрокинул печи с небес, в результате чего угли стали падать на то место, где сейчас Огненные горы. В уйгурской легенде, в горах Тянь-Шаня жил дракон. Уйгурский герой убил дракона за то, что тот съел маленьких детей, и разрезал его на восемь частей. Кровь дракона превратилась в алые горы крови и восемь частей превратились в восемь долин в Огненных горах.